# Haval Xiaolong Max
Haval Xiaolong Max (кит. 枭龙 Max) — среднеразмерный кроссовер, выпускаемый с 2023 года компанией Haval — внедорожным подразделением Great Wall Motors.

## Описание

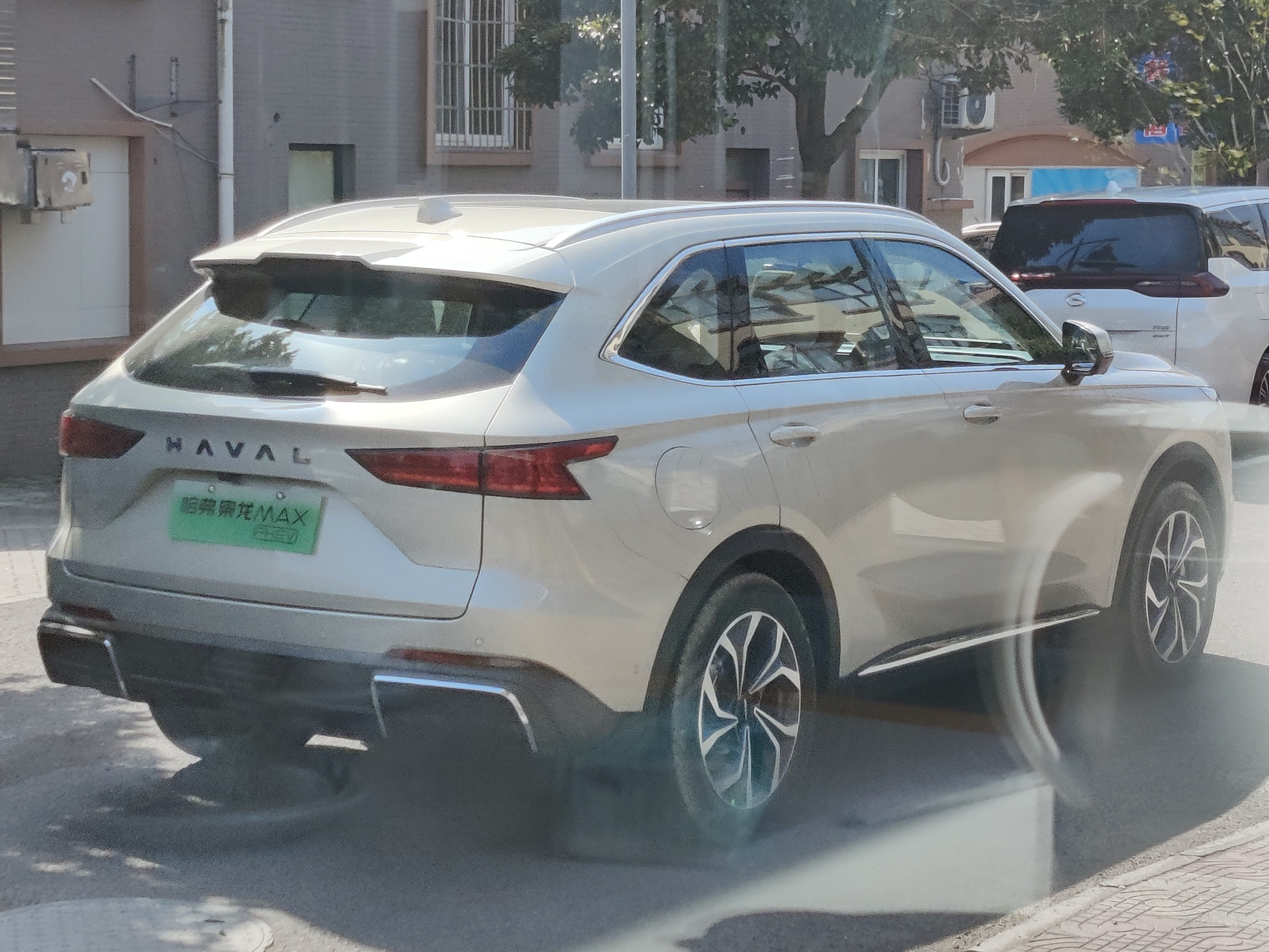
Вид сзади

Впервые автомобиль Haval Xiaolong Max был представлен в марте 2023 года. Он оснащён двигателями мощностью 114—152 л. с. Объём составляет 1,5 литра.
Напряжение батарей составляет 9,41—19,27 кВт/ч. Запас хода составляет 44 и 86 км. Расход топлива составляет 5,6 л/100 км. В салоне присутствует блок из двух экранов размерами 7 и 12,3 дюйма.
Цена автомобиля в России составляет 3,8 млн. рублей. В иерархии автомобиль занимает промежуток между Haval Jolion и Haval Dargo.
Локализованная версия автомобиля Haval Xiaolong Max получила название Haval Ruge Max. С 2024 года автомобиль продаётся в России под названием Haval F8 с 2,0-литровым двигателем мощностью 238 л. с. и гибридной силовой установкой мощностью 299 л. с. Двигатели сочетаются в паре с девятиступенчатой трансмиссией с двумя сцеплениями. Ценовой диапазон варьируется от 4,2 до 4,9 млн рублей.